# 建山乡
建山乡，是中华人民共和国四川省雅安市名山区曾经下辖的一个乡。2019年12月，撤销建山乡，原建山乡安乐村、安吉村、横山村、飞水村所属行政区域为万古镇的行政区域，原建山乡见阳村、止观村所属行政区域划归蒙顶山镇管辖。

## 行政区划
建山乡撤销前下辖以下地区：
见阳村、止观村、安乐村、横山村、飞水村和安吉村。